# Nando Boers
Nando Boers (Alkmaar, 1970) is sportjournalist voor NUsport en schrijver van sportboeken. Hij won in 2023 de Nico Scheepmakerbeker met zijn boek “Het plan” dat gaat over hoe Team Jumbo-Visma de beste wielerploeg ter wereld werd.
Boers studeerde politicologie in Amsterdam voordat hij in 1997 debuteerde op de sportredactie van het Haarlems Dagblad. Hij ging in 2000 schrijven voor Formule I, werd in 2006 hoofdredacteur van Formule I RaceReport en stapte daarna over op Sportweek, dat nu NUsport heet. Met Dirk Jan Roeleven (regisseur) maakte hij sportdocumentaires voor de NPS.
Boers schrijft regelmatig voor het literaire wielertijdschrift De Muur. 

## Persoonlijk
Boers is weduwnaar en kreeg na enige tijd een relatie met televisiepresentatrice Dione de Graaff.

## Bestseller 60
| Boeken met noteringen in de Nederlandse Bestseller 60 | Jaar van verschijnen | Datum van binnenkomst | Hoogste positie | Aantal weken | Opmerkingen                            |
| ----------------------------------------------------- | -------------------- | --------------------- | --------------- | ------------ | -------------------------------------- |
| Het plan                                              | 2023                 | 05-07-2023            | 8               | 16           | bekroond met de Nico Scheepmaker Beker |
| Op gevoel                                             | 2024                 | 05-06-2024            | 2               | 15           | in samenwerking met Tom Dumoulin       |

- Gemeinsame Normdatei: 1244307890
- International Standard Name Identifier: 0000 0003 6878 0026
- Library of Congress Control Number: nb2018006440
- Nederlandse Thesaurus van Auteursnamen: 182986004
- Virtual International Authority File: 288845035